# Deschampsia antarctica
Deschampsia antarctica biljna je vrsta iz porodice trava. Jedna je od dvije biljne vrste koje uspijevaju rasti na Antarktiki. Uglavnom se javlja na otočjima Južni Orkney i Južni Shetland, te duž zapadnog Antarktičkog poluotoka. 
U Guinnessovoj knjizi rekorda nalazi se zabilježena kao najjužnija cvjetnica.
Druga antarktička vrsta je Colobanthus quitensis.